# Rainer Kunad

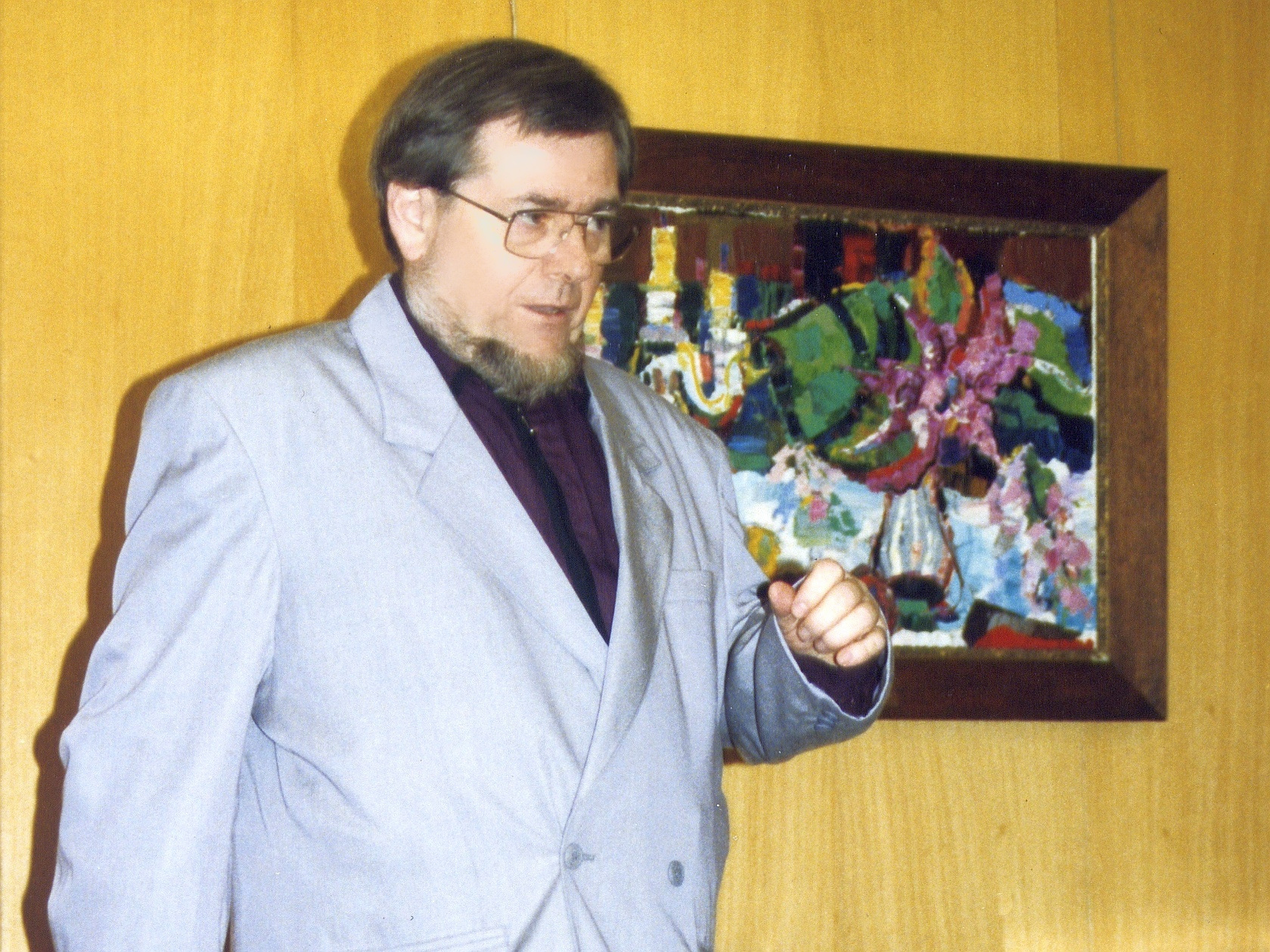
Rainer Kunad berichtet auf einem Rossendorfer Klubabend am 30. April 1992 über sein Schaffen nach 1984

Rainer Kunad (* 24. Oktober 1936 in Chemnitz; † 17. Juli 1995 in Reutlingen) war ein deutscher Komponist.

## Leben
Rainer Kunad studierte nach dem Abitur 1955/1956 Chor- und Ensembleleitung am Dresdner Konservatorium und anschließend bis 1959 Komposition bei Fidelio F. Finke und Ottmar Gerster an der Musikhochschule Leipzig. Von 1960 bis 1974 leitete er die Schauspielmusik am Staatstheater Dresden und wirkte von 1978 bis 1984 als Honorarprofessor für Komposition an der Musikhochschule Dresden. Ab 1971 arbeitete er auch an der Deutschen Staatsoper in Berlin. Seit 1974 war Kunad Ordentliches Mitglied der Akademie der Künste der DDR. 1982/83 nahm Kunad eine Gastprofessur am Mozarteum in Salzburg wahr.
Im Oktober 1984 übersiedelte Kunad mit seiner Familie von der DDR in die Bundesrepublik Deutschland und ließ sich 1985 in Tübingen nieder. Im selben Jahr stellte er bei den zuständigen Behörden einen Antrag auf Entlassung aus der DDR-Staatsbürgerschaft, dem stattgegeben wurde. Die letzten Lebensjahre verbrachte er als freischaffender Künstler in Tübingen.
Kunad komponierte Klavierstücke, Kammer-, Orchestermusik, Oratorien und Opern (unter anderem Bill Brook nach einer Erzählung von Wolfgang Borchert und Der Meister und Margarita nach dem Roman von Michail Bulgakow). Musikalisch stand er zunächst unter dem Einfluss des frühen Strawinsky und Carl Orffs. Später wandte er sich der Zwölftontechnik und der Aleatorik. Ab den 1970er-Jahren gab er die Zwölftontechnik zugunsten der seriellen Musik auf. Thematisch war Kunads Werk ab 1980er-Jahren von religiösen Stoffen und christlicher Mystik geprägt, was zum Konflikt mit der herrschenden Ideologie in der DDR führte, aber auch in Westdeutschland nicht den gewünschten Widerhall erzeugte.
Der Nachlass Kunads (ca. 10.000 autographen Partiturseiten, Skizzenkonvolute, Programme, Presseerzeugnisse und berufliche Korrespondenzen) wird in der Sächsischen Landesbibliothek – Staats- und Universitätsbibliothek Dresden aufbewahrt.

## Werke
Oper:
- Bill Brook (1959/60, Libretto von Kunad nach Wolfgang Borcherts Novelle Billbrook[3]; Uraufführung Landesbühnen Sachsen Radebeul 1965[1])
- Das Schloss (1961/62)
- Old Fritz (1962/63, Libretto von Kunad nach Rolf Schneiders Schauspiel Der Mann aus England[3]; Uraufführung Radebeul 1965[1])
- Maître Pathelin oder Die Hammelkomödie (1968, Uraufführung Staatsoper Dresden 1969)
- Sabellicus (1972/73, Uraufführung Deutsche Staatsoper Berlin 1974)
- Litauische Claviere (1974, Uraufführung Dresden 1976)
- Der Eiertanz (Uraufführung Bautzen 1975)
- Vincent (1975/76, Uraufführung Dresden 1979)
- Amphitryon (Uraufführung Berlin 1984)
- Der Meister und Margarita (1982/83, Uraufführung Karlsruhe 1986)
- Der Traum (1993, Uraufführung Hagen 2000)

Ballett:
- Ich: Orpheus (1964/65)
- Wir aber nennen Liebe lebendigen Frieden (1970, Uraufführung Dresden 1972)
- Münchhausen (1977/78, Uraufführung Weimar und Kassel 1981)

Sinfonie:
- Sinfonie 64 (1964)
- Sinfonie II (1966/67)
- Sinfonietta (1969, Uraufführung Schwerin)

Konzert:
- Konzert für Klavier und Orchester (1969, Uraufführung Dresden 1971)
- Konzert für Cembalo, Klavier, Jonika, Celesta und Orchester (1970)
- Konzert für Orgel, zwei Streichorchester und Pauken (1971, Uraufführung Dresden 1971)

Orchestermusik:
- Sinfonia variatione (1959)
- Pathelin-Portrait (1974)
- Divertimento für Orchester (1968)
- Antiphonie (1971, Uraufführung Frankfurt/O.)
- Quadrophonie (1973)
- Szène concertante (1975, Uraufführung Dresden 1976)

Kammermusik:
- Aphorismen (1956/57)
- 1. Streichquartett (1957)
- Konzertantes Klaviertrio (1958)
- Notturno für Violoncello solo (1958)
- Grande Ouverture für zwei Klaviere
- Musik für Bläser (1965)
- Concerto per Archi (1966)
- Streichquartett II (1967)
- Commedia „Die Ehe“ (1969)
- Pneumatika für Akkordeon solo (1971)
- Duomix (1973)
- Miniaturen für Orgel und Schlagwerk (1977/78)
- Mozartparaphrase
- Fantasie für Orgel
- Rimstinger Adventsmusik
- Sonatine für Klavier (1992)

Vokalmusik:
- Schattenland Ströme, Gesänge nach Gedichten von Johannes Bobrowski (1966)
- Melodie, die ich verloren hatte, Gesänge nach Versen von Günther Deicke (1968)
- Von der Kocherie, Ein kulinarisches Loblied (1970)
- Pro novo, nach Dante Alighieri (1973)
- Metai, nach Texten von Kristijonas Donelaitis (Das Jahr, Die Jahreszeiten; 1980 bei den Dresdner Musikfestspielen aufgeführt)
- Klopstock-Ode (Uraufführung Dresden)
- Bobrowski-Motette (Uraufführung Berlin 1981)
- Honig holen
- Dona nobis (Uraufführung Dresden 1992)
- Mit dem Hauch seines Mundes, Christus und der Antichrist (1988/89)

Oratorium:
- Das Spiel vom Heliand (1957)
- Pax mundi (1966)
- Die Kitschpostille (1974)
- Stimmen der Völker (nach Herders Stimmen der Völker in Liedern; Uraufführung Dresden 1983)

Geistliches Oratorium:
- Salomonische Stimmen (1982, Uraufführung Dresden 1984)
- Das Thomas-Evangelium (1984/85, Uraufführung Kiel 1987)
- Trilogie von der Offenbarung Gottes:

1. Teil: Jovian, der Seher (1985, Uraufführung Mannheim 1987)
2. Teil: Der Seher von Patmos (1985/86, Uraufführung Karlsruhe 1988)
3. Teil: Das neue Jerusalem (1986, Uraufführung Sindelfingen 1989)
- Die Pforte der Freude (1987, Uraufführung Stuttgart und Tübingen 1990)

Mysterienspiel:
- Die Menschen von Babel (1983/84, Uraufführung München 1986)
- Kosmischer Advent, Spiel von der Wiederkunft des Herrn (1987, Uraufführung Ulm und München 1991)

Geistliche Sinfonie:
- Sinfonie Nr. 3: Sinfonie des göttlichen Friedens (1986/87, Uraufführung Darmstadt 1989)
- Sinfonie Nr. 9: Die sieben Siegel (1993, Uraufführung Reutlingen 1993)
- Sinfonie Nr. 12: Der Berg Zion (1994, Uraufführung Dresden 1996)

## Preise
- Kunstpreis der DDR (1972)
- Hanns-Eisler-Preis (1973)
- Nationalpreis der DDR (1975)